# Centriscus scutatus
Centriscus scutatus is een straalvinnige vissensoort uit de familie van de snipmesvissen (Centriscidae). De wetenschappelijke naam is gepubliceerd in 1758 door Linnaeus in de tiende editie van Systema naturae.